# Стецькі (рід)
Сте́цькі (раніше — Олехно́вичі) — руський (український), польський, боярський (шляхетський) рід, що є однією з відгалужених гілок роду Калениковичів. Носії різновиду гербу Радван. Землевласники в Київському, Волинському та Люблінському воєводствах  Речі Посполитої. Родове гніздо село Стечанка.

## Представники
Так звана "Межиріцька гілка", що походить від назви містечка Межиріч, або також "каштелянська".
Ян Стецький, чесник київський.
- Ян Стецький, мечник київський (пом. бл. 1678), у шлюбі з Геленою Іваницькою.
  - Казимир-Станіслав Стецький (пом. 1748), сенатор Речі Посполитої, каштелян київський. У шлюбі з Іоанною Насеровською. Другим шлюбом, з хорунжанкою волинською Антонію Коссаковською, донькою Олександра Коссаковського, стольника чернігівського.
    - Каєтан Стецький (можливо помер малолітнім).
    - Франциск Стецький (можливо помер малолітнім)
    - Маріанна Стецька (пом. до 1748), у шлюбі з Антонієм Ожгою, старостою бишівським.
    - Кароліна Стецька у шлюбі з Казимиром-Мацеєм Оскеркою, каштеляном мозирським.
    - Кристина Стецька у шлюбі з Франциском Загурським, старостою овруцьким.
    - Ян-Казимир Стецький (пом. 1820, Межиріч), хорунжий великокоронний. Першим шлюбом, з донькою канцлера Яна Малаховського та Ізабелли Гумецької – Маріанною-Терезою (Маріанною-Юзефою), сини: Ігнатій, Кароль та Йосип. Другим шлюбом з донькою серадзького воєводи Міхала Валевського – Теодорою, від якої мав доньку Дороту. Третім шлюбом, вже під кінець свого життя, з донькою львівського каштеляна Йосипа Попеля – Михайлиною, яка невдовзі його покинула. Дітей від цього шлюбу не було.
      - Ігнатій Стецький (нар. 1766)
      - Кароль Стецький (пом. до 1811), у шлюбі з донькою Іоахима Морштина та Соломії Велопольської – Маріанною Морштин. Дідич Кустина й Шпанова.
        - Олександра Стецька (1795 Межиріч – 16.06.1864, Париж), у шлюбі з Михайлом-Гедеоном кн. Радивилом. Діти: Зигмунд, Кароль, Михайлина.

      - Йосип Стецький, маршалок шляхти рівненського повіту.
        - Людвиг Стецький (1795 – 1859), учасник Листопадового постання, командир полку Волинських вільних козаків.
          - Генріх Стецький (1823—1895)
            - Генріх Стецький
            - Ядвіга Стецька
            - Людвика Стецька

          - Людвига Стецька
          - Юлія Стецька
          - Марія Стецька
          - Ганна Стецька
          - Вітольд Стецький
          - Олександр Стецький

      - Дорота Стецька (пом. 23.05.1854 в Парижі), у шлюбі з Юзефом кн. Любомирським.

  - Михайло Стецький – 28 січня 1704 року склав угоду в Луцьку з братом Казимиром Стецьким, за якою  отримував пожиттєву щорічну платню 300 польських золотих, та відмовлявся на користь Казимира від своїх дідичних володінь.
  - Томаш Стецький – У 1722 році розділив дідичні володіння Стечанку, Чабани й Іллінці у воєводстві Київському з Казимиром Стецьким, а також Іванчиці, Княгинин, Серники й Тростянку у воєводстві Волинському.

## Представники інших гілок
Ян Стецький (пом. до 1834), у шлюбі з N Фаустиною (нар. 1777 – пом. після 1834)
- Томаш Стецький (нар. бл. 1800), у шлюбі з Анелею з Озерув.
  - Тадеуш-Єжи Стецький (21.04.1837, Мале Вербче – 14.08.1888, Велика Медведівка), у шлюбі з Марією Немежицькою. Учасник Січневого повстання.
    - Вітольд Стецький (нар. 1869).
    - Єжи Стецький (пом. до 1888)
- Августин Стецький (нар. бл. 1800).
- Юзефа Стецька (нар. 1811 – пом. після 1834).

_________________
Станіслав Стецький (1842 – 1889), службовець у добрах козловецьких Костянтина Замойського. У шлюбі зі вчителькою Вандою Ольшанською.
- Ян Стецький (1871 – 1954), політик, посол до Державної Думи, міністр в урядах влади регентської, сенатор Речі Посполитої. У шлюбі (24.06.1900) з Марією Вовк-Ланевською.